# 富田一雄
富田 一雄（とみた かずお、1939年1月1日 - ）は、日本の元競泳選手。福岡県久留米市出身、福岡県立三潴高等学校・日本大学卒業。1960年ローマオリンピック競泳男子4×100mメドレーリレー銅メダリスト。
高校在学中の1956年メルボルンオリンピック競泳代表に選ばれ、競泳男子100m背泳ぎ準決勝で敗退。
また、三潴高校水泳部の全国大会優勝にも貢献。1960年ローマオリンピックでは競泳男子100m背泳ぎで準決勝敗退したものの男子4×100mメドレーリレーでは銅メダル獲得に貢献した。